# 風味堂5 〜 ぼくらのイス 〜
風味堂5 〜 ぼくらのイス 〜 （ふうみどう5 ぼくらのイス）は風味堂のメジャー5枚目のアルバムである。2013年11月10日に SPEEDSTAR RECORDS より発売された。

## 内容
前作「風味堂4」からベストアルバム「エレベスト」を経て、4年8か月振りに発売されたオリジナルアルバム。

風味堂4までと同様にアルバム名は「グループ名＋アルバム枚数」という形を受け継いでいるが、風味堂5では初めて「ぼくらのイス」というサブタイトルが付いた。これは、BEGINの比嘉栄昇から聞いた「自分たちにしか座れないイスがある」というエピソードにちなんだものである。どのような音楽が自分達のイスなのか、風味堂らしさとは何かを追求する気持ちをこの言葉に込めている。

また、これまでのアルバムでは全楽曲の作詞・作曲を渡和久が担当してきたが、今回初めて鳥口JOHNマサヤの作詞・作曲による楽曲が2曲（「銀河鉄道」「静かな夜の向こうへ」）収められている。

このアルバム全体をとおして「夢」がテーマとなっている。

## 収録曲
CD
| #         | タイトル                                                     | 作詞           | 作曲           | 時間  |
| --------- | ------------------------------------------------------------ | -------------- | -------------- | ----- |
| 1.        | 「夢は二度目から」(Trumpet: 川上鉄平／Tenor Sax: 武嶋聡)     | 渡和久         | 渡和久         | 4:49  |
| 2.        | 「あふれる愛を伝えたい」(Guitar: 井原真一)                   | 渡和久         | 渡和久         | 4:43  |
| 3.        | 「光の道」(Guitar: 井原真一)                                 | 渡和久         | 渡和久         | 3:26  |
| 4.        | 「銀河鉄道」                                                 | トリグチマサヤ | トリグチマサヤ | 5:18  |
| 5.        | 「泣きたくなる夜に」                                         | 渡和久         | 渡和久         | 4:09  |
| 6.        | 「夢を抱きし者たちへ」(Trumpet: 川上鉄平／Tenor Sax: 武嶋聡) | 渡和久         | 渡和久         | 3:13  |
| 7.        | 「静かな夜の向こうへ」                                       | トリグチマサヤ | トリグチマサヤ | 4:10  |
| 8.        | 「パズル」(Trumpet: 川上鉄平／Tenor Sax: 武嶋聡)             | 渡和久         | 渡和久         | 4:22  |
| 9.        | 「ワガママンのテーマ」                                       | 渡和久         | 渡和久         | 3:55  |
| 10.       | 「足跡の彼方へ」                                             | 渡和久         | 渡和久         | 4:05  |
| 合計時間: | 合計時間:                                                    | 合計時間:      | 合計時間:      | 42:10 |

DVD
| #   | タイトル                               | 作詞 | 作曲・編曲 |
| --- | -------------------------------------- | ---- | ---------- |
| 1.  | 「眠れぬ夜のひとりごと」               |      |            |
| 2.  | 「楽園をめざして」                     |      |            |
| 3.  | 「車窓」                               |      |            |
| 4.  | 「足跡の彼方へ」                       |      |            |
| 5.  | 「ママのピアノ」                       |      |            |
| 6.  | 「夢を抱きし者たちへ」                 |      |            |
| 7.  | 「エクスタシー」                       |      |            |
| 8.  | 「家出少女A」                          |      |            |
| 9.  | 「ナキムシのうた」                     |      |            |
| 10. | 「宝物」                               |      |            |
| 11. | 「“おかえりなさい”が待っている」       |      |            |
| 12. | 「足跡の彼方へ」(ミュージック・ビデオ) |      |            |

### 楽曲解説
1. 夢は二度目から
2012年のツアー「9しゅうめん」で初めて披露された
2. あふれる愛を伝えたい
このアルバムのリードトラック曲。
スタッフである友人からプロポーズソングを作って欲しいという依頼により作られた。
期間限定でミュージックビデオも配信されている。
3. 光の道
4. 銀河鉄道
5. 泣きたくなる夜に
6. 夢を抱きし者たちへ
テレビ西日本開局55周年記念ドラマ『めんたいぴりり』主題歌。
7. 静かな夜の向こうへ
8. パズル
2012年のツアー「9しゅうめん」で初めて披露された
「今までで一番テンポの速い曲を作ってみました」と本人がコメントしている
9. ワガママンのテーマ
2012年のツアー「9しゅうめん」で初めて披露された
血液型がB型の渡が「B型であるというだけでワガママと言われ迫害を受ける事も多いが、
B型もそれなりに苦労している」という事を伝えたくて作られた曲
10. 足跡の彼方へ
テレビ西日本開局55周年記念ドラマ『めんたいぴりり』エンディングテーマ。

## 演奏
- 渡和久：Vocal & Piano
- 鳥口 JOHN マサヤ：Bass, Chorus
- 中富雄也：Drums, Chorus
- 武嶋聡：Tenor Sax, Horn Arrangement (#1.6.8)
- 川上鉄平：Trumpet (#1.6.8)
- 井原真一：Guitar (#2.3)